# Ligne CFR 400
La Ligne CFR 400 est une ligne ferroviaire de Roumanie qui relie Brașov à Satu Mare.

## Caractéristiques
Depuis Brașov la ligne est électrifiée et à voie unique jusqu'à Beclean puis à double voie jusqu'à Caseiu. De Cășeiu à Satu Mare la ligne est non électrifiée et à voie unique. La ligne est intégrée à un réseau de quatorze lignes secondaires.
- 401 Ilva Mică - Salva - Dej - Apahida - Cluj-Napoca (131 km)
- 402 Oradea - Săcueni - Carei - Satu Mare - Halmeu (154 km)
- 403 Brașov - Întorsura Buzăului (36 km)
- 404 Sfântu Gheorghe - Covasna - Brețcu (66 km)
- 405 Deda - Târgu Mureș - Luduș - Războieni (114 km)
- 406 Bistrița Bârgăului - Sărăţel - Şieu - Luduș (140 km)
- 409 Salva - Vișeu de Jos - Sighetu Marmației (118 km)
- 412 Jibou - Zalău - Sărmăşag - Carei (112 km)
- 413 Săcueni - Sărmăşag (87 km)
- 417 Satu Mare - Bixad (52 km)
- 418 Ilva Mică - Rodna (21 km)
- 421 Valea lui Mihai - Nyírábrány (9 km)
- 422 Carei - Ágerdőmajor (9 km)
- 423 Rakhiv - Sighetu Marmației - Teresva (63 km)

## Exploitation
Le service voyageurs est assuré entre Brașov et Târgu Mureș  par des Intercity 541 et 542 avec des unités Class 40, Class 45, Class 47, Class 62, Class 63 et Class 65.